# Volta a Polònia 2022
La Volta a Polònia 2022 va ser la 79a edició de la cursa ciclista Volta a Polònia. La cursa es disputà entre el 30 de juliol i el 5 d'agost de 2022, sobre un recorregut de 1.209,4 km, distribuïts en set etapes. La cursa formava part de l'UCI World Tour 2022.
El vencedor final fou l'anglès Ethan Hayter (Ineos Grenadiers), que s'imposà per tan sols onze segons a Thymen Arensman (Team DSM) i per divuit a Pello Bilbao (Bahrain Victorious), segon i tercer respectivament.

## Equips
Vint-i-tres equips prenen part en aquesta edició: els 18 World Tour, que tenen l'obligació de participar-hi en ser una cursa de l'UCI World Tour, quatre ProTeams i un equip nacional polonès.
| WorldTeams (18)- AG2R Citroën Team - Astana Qazaqstan Team - Bahrain Victorious - Bora-Hansgrohe - Cofidis - EF Education-EasyPost - Groupama-FDJ - Ineos Grenadiers - Intermarché-Wanty-Gobert Matériaux - Israel-Premier Tech - Lotto-Soudal - Movistar Team - Quick-Step Alpha Vinyl - BikeExchange-Jayco - Team DSM - Jumbo-Visma - Trek-Segafredo - UAE Team Emirates ProTeams (4)- Alpecin-Deceuninck - Caja Rural-Seguros RGA - Team Novo Nordisk - Uno-X Pro Cycling Team Equip nacional- Polònia |
| |

## Etapes
| Etapa    | Data      | Ciutats d'etapa               | type                      | Distància (km) | Desnivell (m) | Vencedor de l'etapa   | Líder de la general   |
| -------- | --------- | ----------------------------- | ------------------------- | -------------- | ------------- | --------------------- | --------------------- |
| 1a etapa | 30 de jul | Kielce – Lublin               | etapa plana               | 218,8          | 1.231 m       | Olav Kooij            | Olav Kooij            |
| 2a etapa | 31 de jul | Chełm – Zamość                | etapa plana               | 205,6          | 966 m         | Gerben Thijssen       | Jonas Abrahamsen      |
| 3a etapa | 1 de ago  | Kraśnik – Przemyśl            | etapa de mitja muntanya   | 237,9          | 1.545 m       | Sergio Higuita García | Sergio Higuita García |
| 4a etapa | 2 de ago  | Lesko – Sanok                 | etapa de mitja muntanya   | 179,4          | 2.621 m       | Pascal Ackermann      | Sergio Higuita García |
| 5a etapa | 3 de ago  | Łańcut – Rzeszów              | etapa accidentada         | 178,1          | 2.179 m       | Phil Bauhaus          | Sergio Higuita García |
| 6a etapa | 4 de ago  | Gronków – Bukowina Tatrzańska | contrarellotge individual | 11,8           | 337 m         | Thymen Arensman       | Ethan Hayter          |
| 7a etapa | 5 de ago  | Skawina – Cracòvia            | etapa accidentada         | 177,8          | 1.875 m       | Arnaud Démare         | Ethan Hayter          |

### 1a etapa
| \| Classificació de l'etapa \| Classificació de l'etapa \| Classificació de l'etapa \| Classificació de l'etapa \| Classificació de l'etapa \| \| Corredor \| Corredor \| Equip \| Temps \| \| \| ------------------------ \| -------------------------- \| ------------------------ \| ------------------------ \| ------------------------ \| \| 1r \| Olav Kooij \| Jumbo-Visma \| 5h 18' 01" \| \| \| 2n \| Phil Bauhaus \| Bahrain Victorious \| + 0" \| \| \| 3r \| Jordi Meeus \| Bora-Hansgrohe \| + 0" \| \| \| 4t \| Mike Teunissen \| Jumbo-Visma \| + 0" \| \| \| 5è \| Sebastián Molano Benavides \| UAE Team Emirates \| + 0" \| \| \| 6è \| Max Kanter \| Movistar Team \| + 0" \| \| \| 7è \| Kaden Groves \| BikeExchange-Jayco \| + 0" \| \| \| 8è \| Mark Cavendish \| Quick-Step Alpha Vinyl \| + 0" \| \| \| 9è \| Arnaud Démare \| Groupama-FDJ \| + 0" \| \| \| 10è \| Tobias Bayer \| Alpecin-Deceuninck \| + 0" \| \| |                            |                        |            |
| |                            |                        |            |
| Font: ProCyclingStats |                            |                        |            |
| Classificació de l'etapa |                            |                        |            |
| Corredor | Corredor                   | Equip                  | Temps      |
| 1r | Olav Kooij                 | Jumbo-Visma            | 5h 18' 01" |
| 2n | Phil Bauhaus               | Bahrain Victorious     | + 0"       |
| 3r | Jordi Meeus                | Bora-Hansgrohe         | + 0"       |
| 4t | Mike Teunissen             | Jumbo-Visma            | + 0"       |
| 5è | Sebastián Molano Benavides | UAE Team Emirates      | + 0"       |
| 6è | Max Kanter                 | Movistar Team          | + 0"       |
| 7è | Kaden Groves               | BikeExchange-Jayco     | + 0"       |
| 8è | Mark Cavendish             | Quick-Step Alpha Vinyl | + 0"       |
| 9è | Arnaud Démare              | Groupama-FDJ           | + 0"       |
| 10è | Tobias Bayer               | Alpecin-Deceuninck     | + 0"       |

| \| Classificació general \| Classificació general \| Classificació general \| Classificació general \| Classificació general \| \| Corredor \| Corredor \| Equip \| Temps \| \| \| --------------------- \| -------------------------- \| ---------------------- \| --------------------- \| --------------------- \| \| 1r \| Olav Kooij \| Jumbo-Visma \| 5h 17' 51" \| \| \| 2n \| Phil Bauhaus \| Bahrain Victorious \| + 4" \| \| \| 3r \| Jonas Abrahamsen \| Uno-X Pro Cycling Team \| + 4" \| \| \| 4t \| Jordi Meeus \| Bora-Hansgrohe \| + 6" \| \| \| 5è \| Sam Brand \| Team Novo Nordisk \| + 9" \| \| \| 6è \| Mike Teunissen \| Jumbo-Visma \| + 10" \| \| \| 7è \| Sebastián Molano Benavides \| UAE Team Emirates \| + 10" \| \| \| 8è \| Max Kanter \| Movistar Team \| + 10" \| \| \| 9è \| Kaden Groves \| BikeExchange-Jayco \| + 10" \| \| \| 10è \| Mark Cavendish \| Quick-Step Alpha Vinyl \| + 10" \| \| |                            |                        |            |
| |                            |                        |            |
| Font: ProCyclingStats |                            |                        |            |
| Classificació general |                            |                        |            |
| Corredor | Corredor                   | Equip                  | Temps      |
| 1r | Olav Kooij                 | Jumbo-Visma            | 5h 17' 51" |
| 2n | Phil Bauhaus               | Bahrain Victorious     | + 4"       |
| 3r | Jonas Abrahamsen           | Uno-X Pro Cycling Team | + 4"       |
| 4t | Jordi Meeus                | Bora-Hansgrohe         | + 6"       |
| 5è | Sam Brand                  | Team Novo Nordisk      | + 9"       |
| 6è | Mike Teunissen             | Jumbo-Visma            | + 10"      |
| 7è | Sebastián Molano Benavides | UAE Team Emirates      | + 10"      |
| 8è | Max Kanter                 | Movistar Team          | + 10"      |
| 9è | Kaden Groves               | BikeExchange-Jayco     | + 10"      |
| 10è | Mark Cavendish             | Quick-Step Alpha Vinyl | + 10"      |

### 2a etapa
| \| Classificació de l'etapa \| Classificació de l'etapa \| Classificació de l'etapa \| Classificació de l'etapa \| Classificació de l'etapa \| \| Corredor \| Corredor \| Equip \| Temps \| \| \| ------------------------ \| ------------------------ \| ---------------------------------- \| ------------------------ \| ------------------------ \| \| 1r \| Gerben Thijssen \| Intermarché-Wanty-Gobert Matériaux \| 4h 47' 23" \| \| \| 2n \| Pascal Ackermann \| UAE Team Emirates \| + 0" \| \| \| 3r \| Jonathan Milan \| Bahrain Victorious \| + 0" \| \| \| 4t \| Olav Kooij \| Jumbo-Visma \| + 0" \| \| \| 5è \| Sam Bennett \| Bora-Hansgrohe \| + 0" \| \| \| 6è \| Arnaud Démare \| Groupama-FDJ \| + 0" \| \| \| 7è \| Elia Viviani \| Ineos Grenadiers \| + 0" \| \| \| 8è \| Max Kanter \| Movistar Team \| + 0" \| \| \| 9è \| Marijn van den Berg \| EF Education-EasyPost \| + 0" \| \| \| 10è \| Mark Cavendish \| Quick-Step Alpha Vinyl \| + 0" \| \| |                     |                                    |            |
| |                     |                                    |            |
| Font: ProCyclingStats |                     |                                    |            |
| Classificació de l'etapa |                     |                                    |            |
| Corredor | Corredor            | Equip                              | Temps      |
| 1r | Gerben Thijssen     | Intermarché-Wanty-Gobert Matériaux | 4h 47' 23" |
| 2n | Pascal Ackermann    | UAE Team Emirates                  | + 0"       |
| 3r | Jonathan Milan      | Bahrain Victorious                 | + 0"       |
| 4t | Olav Kooij          | Jumbo-Visma                        | + 0"       |
| 5è | Sam Bennett         | Bora-Hansgrohe                     | + 0"       |
| 6è | Arnaud Démare       | Groupama-FDJ                       | + 0"       |
| 7è | Elia Viviani        | Ineos Grenadiers                   | + 0"       |
| 8è | Max Kanter          | Movistar Team                      | + 0"       |
| 9è | Marijn van den Berg | EF Education-EasyPost              | + 0"       |
| 10è | Mark Cavendish      | Quick-Step Alpha Vinyl             | + 0"       |

| \| Classificació general \| Classificació general \| Classificació general \| Classificació general \| Classificació general \| \| Corredor \| Corredor \| Equip \| Temps \| \| \| --------------------- \| --------------------- \| ---------------------------------- \| --------------------- \| --------------------- \| \| 1r \| Jonas Abrahamsen \| Uno-X Pro Cycling Team \| 10h 05' 12" \| \| \| 2n \| Olav Kooij \| Jumbo-Visma \| + 2" \| \| \| 3r \| Gerben Thijssen \| Intermarché-Wanty-Gobert Matériaux \| + 2" \| \| \| 4t \| Pascal Ackermann \| UAE Team Emirates \| + 6" \| \| \| 5è \| Phil Bauhaus \| Bahrain Victorious \| + 6" \| \| \| 6è \| Jordi Meeus \| Bora-Hansgrohe \| + 8" \| \| \| 7è \| Jonathan Milan \| Bahrain Victorious \| + 8" \| \| \| 8è \| Jasper De Buyst \| Lotto-Soudal \| + 8" \| \| \| 9è \| Sam Brand \| Team Novo Nordisk \| + 11" \| \| \| 10è \| Max Kanter \| Movistar Team \| + 12" \| \| |                  |                                    |             |
| |                  |                                    |             |
| Font: ProCyclingStats |                  |                                    |             |
| Classificació general |                  |                                    |             |
| Corredor | Corredor         | Equip                              | Temps       |
| 1r | Jonas Abrahamsen | Uno-X Pro Cycling Team             | 10h 05' 12" |
| 2n | Olav Kooij       | Jumbo-Visma                        | + 2"        |
| 3r | Gerben Thijssen  | Intermarché-Wanty-Gobert Matériaux | + 2"        |
| 4t | Pascal Ackermann | UAE Team Emirates                  | + 6"        |
| 5è | Phil Bauhaus     | Bahrain Victorious                 | + 6"        |
| 6è | Jordi Meeus      | Bora-Hansgrohe                     | + 8"        |
| 7è | Jonathan Milan   | Bahrain Victorious                 | + 8"        |
| 8è | Jasper De Buyst  | Lotto-Soudal                       | + 8"        |
| 9è | Sam Brand        | Team Novo Nordisk                  | + 11"       |
| 10è | Max Kanter       | Movistar Team                      | + 12"       |

### 3a etapa
| \| Classificació de l'etapa \| Classificació de l'etapa \| Classificació de l'etapa \| Classificació de l'etapa \| Classificació de l'etapa \| \| Corredor \| Corredor \| Equip \| Temps \| \| \| ------------------------ \| ----------------------------- \| ---------------------------------- \| ------------------------ \| ------------------------ \| \| 1r \| Sergio Higuita García \| Bora-Hansgrohe \| 5h 25' 46" \| \| \| 2n \| Peio Bilbao López de Armentia \| Bahrain Victorious \| + 0" \| \| \| 3r \| Quinten Hermans \| Intermarché-Wanty-Gobert Matériaux \| + 0" \| \| \| 4t \| Matteo Sobrero \| BikeExchange-Jayco \| + 0" \| \| \| 5è \| Quentin Pacher \| Groupama-FDJ \| + 0" \| \| \| 6è \| Mauro Schmid \| Quick-Step Alpha Vinyl \| + 0" \| \| \| 7è \| Felix Gall \| AG2R Citroën Team \| + 0" \| \| \| 8è \| Stephen Williams \| Bahrain Victorious \| + 0" \| \| \| 9è \| Lucas Hamilton \| BikeExchange-Jayco \| + 0" \| \| \| 10è \| Diego Ulissi \| UAE Team Emirates \| + 0" \| \| |                               |                                    |            |
| |                               |                                    |            |
| Font: ProCyclingStats |                               |                                    |            |
| Classificació de l'etapa |                               |                                    |            |
| Corredor | Corredor                      | Equip                              | Temps      |
| 1r | Sergio Higuita García         | Bora-Hansgrohe                     | 5h 25' 46" |
| 2n | Peio Bilbao López de Armentia | Bahrain Victorious                 | + 0"       |
| 3r | Quinten Hermans               | Intermarché-Wanty-Gobert Matériaux | + 0"       |
| 4t | Matteo Sobrero                | BikeExchange-Jayco                 | + 0"       |
| 5è | Quentin Pacher                | Groupama-FDJ                       | + 0"       |
| 6è | Mauro Schmid                  | Quick-Step Alpha Vinyl             | + 0"       |
| 7è | Felix Gall                    | AG2R Citroën Team                  | + 0"       |
| 8è | Stephen Williams              | Bahrain Victorious                 | + 0"       |
| 9è | Lucas Hamilton                | BikeExchange-Jayco                 | + 0"       |
| 10è | Diego Ulissi                  | UAE Team Emirates                  | + 0"       |

| \| Classificació general \| Classificació general \| Classificació general \| Classificació general \| Classificació general \| \| Corredor \| Corredor \| Equip \| Temps \| \| \| --------------------- \| ----------------------------- \| ---------------------------------- \| --------------------- \| --------------------- \| \| 1r \| Sergio Higuita García \| Bora-Hansgrohe \| 15h 31' 00" \| \| \| 2n \| Peio Bilbao López de Armentia \| Bahrain Victorious \| + 4" \| \| \| 3r \| Quinten Hermans \| Intermarché-Wanty-Gobert Matériaux \| + 6" \| \| \| 4t \| Ethan Hayter \| Ineos Grenadiers \| + 10" \| \| \| 5è \| Diego Ulissi \| UAE Team Emirates \| + 10" \| \| \| 6è \| Matteo Sobrero \| BikeExchange-Jayco \| + 10" \| \| \| 7è \| Richard Carapaz Montenegro \| Ineos Grenadiers \| + 10" \| \| \| 8è \| Mauro Schmid \| Quick-Step Alpha Vinyl \| + 10" \| \| \| 9è \| Quentin Pacher \| Groupama-FDJ \| + 10" \| \| \| 10è \| Lucas Hamilton \| BikeExchange-Jayco \| + 10" \| \| |                               |                                    |             |
| |                               |                                    |             |
| Font: ProCyclingStats |                               |                                    |             |
| Classificació general |                               |                                    |             |
| Corredor | Corredor                      | Equip                              | Temps       |
| 1r | Sergio Higuita García         | Bora-Hansgrohe                     | 15h 31' 00" |
| 2n | Peio Bilbao López de Armentia | Bahrain Victorious                 | + 4"        |
| 3r | Quinten Hermans               | Intermarché-Wanty-Gobert Matériaux | + 6"        |
| 4t | Ethan Hayter                  | Ineos Grenadiers                   | + 10"       |
| 5è | Diego Ulissi                  | UAE Team Emirates                  | + 10"       |
| 6è | Matteo Sobrero                | BikeExchange-Jayco                 | + 10"       |
| 7è | Richard Carapaz Montenegro    | Ineos Grenadiers                   | + 10"       |
| 8è | Mauro Schmid                  | Quick-Step Alpha Vinyl             | + 10"       |
| 9è | Quentin Pacher                | Groupama-FDJ                       | + 10"       |
| 10è | Lucas Hamilton                | BikeExchange-Jayco                 | + 10"       |

### 4a etapa
| \| Classificació de l'etapa \| Classificació de l'etapa \| Classificació de l'etapa \| Classificació de l'etapa \| Classificació de l'etapa \| \| Corredor \| Corredor \| Equip \| Temps \| \| \| ------------------------ \| ------------------------ \| ---------------------------------- \| ------------------------ \| ------------------------ \| \| 1r \| Pascal Ackermann \| UAE Team Emirates \| 4h 21' 46" \| \| \| 2n \| Jordi Meeus \| Bora-Hansgrohe \| + 0" \| \| \| 3r \| Jonathan Milan \| Bahrain Victorious \| + 0" \| \| \| 4t \| Quinten Hermans \| Intermarché-Wanty-Gobert Matériaux \| + 0" \| \| \| 5è \| Olav Kooij \| Jumbo-Visma \| + 0" \| \| \| 6è \| Cristian Scaroni \| Astana Qazaqstan Team \| + 0" \| \| \| 7è \| Diego Ulissi \| UAE Team Emirates \| + 0" \| \| \| 8è \| Quentin Pacher \| Groupama-FDJ \| + 0" \| \| \| 9è \| Stanisław Aniołkowski \| Polònia \| + 0" \| \| \| 10è \| Nikias Arndt \| Team DSM \| + 0" \| \| |                       |                                    |            |
| |                       |                                    |            |
| Font: ProCyclingStats |                       |                                    |            |
| Classificació de l'etapa |                       |                                    |            |
| Corredor | Corredor              | Equip                              | Temps      |
| 1r | Pascal Ackermann      | UAE Team Emirates                  | 4h 21' 46" |
| 2n | Jordi Meeus           | Bora-Hansgrohe                     | + 0"       |
| 3r | Jonathan Milan        | Bahrain Victorious                 | + 0"       |
| 4t | Quinten Hermans       | Intermarché-Wanty-Gobert Matériaux | + 0"       |
| 5è | Olav Kooij            | Jumbo-Visma                        | + 0"       |
| 6è | Cristian Scaroni      | Astana Qazaqstan Team              | + 0"       |
| 7è | Diego Ulissi          | UAE Team Emirates                  | + 0"       |
| 8è | Quentin Pacher        | Groupama-FDJ                       | + 0"       |
| 9è | Stanisław Aniołkowski | Polònia                            | + 0"       |
| 10è | Nikias Arndt          | Team DSM                           | + 0"       |

| \| Classificació general \| Classificació general \| Classificació general \| Classificació general \| Classificació general \| \| Corredor \| Corredor \| Equip \| Temps \| \| \| --------------------- \| ----------------------------- \| ---------------------------------- \| --------------------- \| --------------------- \| \| 1r \| Sergio Higuita García \| Bora-Hansgrohe \| 19h 52' 46" \| \| \| 2n \| Peio Bilbao López de Armentia \| Bahrain Victorious \| + 4" \| \| \| 3r \| Quinten Hermans \| Intermarché-Wanty-Gobert Matériaux \| + 6" \| \| \| 4t \| Diego Ulissi \| UAE Team Emirates \| + 10" \| \| \| 5è \| Matteo Sobrero \| BikeExchange-Jayco \| + 10" \| \| \| 6è \| Richard Carapaz Montenegro \| Ineos Grenadiers \| + 10" \| \| \| 7è \| Mauro Schmid \| Quick-Step Alpha Vinyl \| + 10" \| \| \| 8è \| Ethan Hayter \| Ineos Grenadiers \| + 10" \| \| \| 9è \| Quentin Pacher \| Groupama-FDJ \| + 10" \| \| \| 10è \| Felix Gall \| AG2R Citroën Team \| + 10" \| \| |                               |                                    |             |
| |                               |                                    |             |
| Font: ProCyclingStats |                               |                                    |             |
| Classificació general |                               |                                    |             |
| Corredor | Corredor                      | Equip                              | Temps       |
| 1r | Sergio Higuita García         | Bora-Hansgrohe                     | 19h 52' 46" |
| 2n | Peio Bilbao López de Armentia | Bahrain Victorious                 | + 4"        |
| 3r | Quinten Hermans               | Intermarché-Wanty-Gobert Matériaux | + 6"        |
| 4t | Diego Ulissi                  | UAE Team Emirates                  | + 10"       |
| 5è | Matteo Sobrero                | BikeExchange-Jayco                 | + 10"       |
| 6è | Richard Carapaz Montenegro    | Ineos Grenadiers                   | + 10"       |
| 7è | Mauro Schmid                  | Quick-Step Alpha Vinyl             | + 10"       |
| 8è | Ethan Hayter                  | Ineos Grenadiers                   | + 10"       |
| 9è | Quentin Pacher                | Groupama-FDJ                       | + 10"       |
| 10è | Felix Gall                    | AG2R Citroën Team                  | + 10"       |

### 5a etapa
| \| Classificació de l'etapa \| Classificació de l'etapa \| Classificació de l'etapa \| Classificació de l'etapa \| Classificació de l'etapa \| \| Corredor \| Corredor \| Equip \| Temps \| \| \| ------------------------ \| ------------------------ \| ---------------------------------- \| ------------------------ \| ------------------------ \| \| 1r \| Phil Bauhaus \| Bahrain Victorious \| 4h 16' 19" \| \| \| 2n \| Arnaud Démare \| Groupama-FDJ \| + 0" \| \| \| 3r \| Nikias Arndt \| Team DSM \| + 0" \| \| \| 4t \| Max Kanter \| Movistar Team \| + 0" \| \| \| 5è \| Edward Theuns \| Trek-Segafredo \| + 0" \| \| \| 6è \| Jonathan Milan \| Bahrain Victorious \| + 0" \| \| \| 7è \| Hugo Page \| Intermarché-Wanty-Gobert Matériaux \| + 0" \| \| \| 8è \| Ryan Mullen \| Bora-Hansgrohe \| + 0" \| \| \| 9è \| Jacopo Guarnieri \| Groupama-FDJ \| + 0" \| \| \| 10è \| Patryk Stosz \| Polònia \| + 0" \| \| |                  |                                    |            |
| |                  |                                    |            |
| Font: ProCyclingStats |                  |                                    |            |
| Classificació de l'etapa |                  |                                    |            |
| Corredor | Corredor         | Equip                              | Temps      |
| 1r | Phil Bauhaus     | Bahrain Victorious                 | 4h 16' 19" |
| 2n | Arnaud Démare    | Groupama-FDJ                       | + 0"       |
| 3r | Nikias Arndt     | Team DSM                           | + 0"       |
| 4t | Max Kanter       | Movistar Team                      | + 0"       |
| 5è | Edward Theuns    | Trek-Segafredo                     | + 0"       |
| 6è | Jonathan Milan   | Bahrain Victorious                 | + 0"       |
| 7è | Hugo Page        | Intermarché-Wanty-Gobert Matériaux | + 0"       |
| 8è | Ryan Mullen      | Bora-Hansgrohe                     | + 0"       |
| 9è | Jacopo Guarnieri | Groupama-FDJ                       | + 0"       |
| 10è | Patryk Stosz     | Polònia                            | + 0"       |

| \| Classificació general \| Classificació general \| Classificació general \| Classificació general \| Classificació general \| \| Corredor \| Corredor \| Equip \| Temps \| \| \| --------------------- \| ----------------------------- \| ---------------------------------- \| --------------------- \| --------------------- \| \| 1r \| Sergio Higuita García \| Bora-Hansgrohe \| 24h 09' 05" \| \| \| 2n \| Peio Bilbao López de Armentia \| Bahrain Victorious \| + 4" \| \| \| 3r \| Quinten Hermans \| Intermarché-Wanty-Gobert Matériaux \| + 6" \| \| \| 4t \| Diego Ulissi \| UAE Team Emirates \| + 10" \| \| \| 5è \| Matteo Sobrero \| BikeExchange-Jayco \| + 10" \| \| \| 6è \| Richard Carapaz Montenegro \| Ineos Grenadiers \| + 10" \| \| \| 7è \| Ethan Hayter \| Ineos Grenadiers \| + 10" \| \| \| 8è \| Quentin Pacher \| Groupama-FDJ \| + 10" \| \| \| 9è \| Lucas Hamilton \| BikeExchange-Jayco \| + 10" \| \| \| 10è \| Steff Cras \| Lotto-Soudal \| + 10" \| \| |                               |                                    |             |
| |                               |                                    |             |
| Font: ProCyclingStats |                               |                                    |             |
| Classificació general |                               |                                    |             |
| Corredor | Corredor                      | Equip                              | Temps       |
| 1r | Sergio Higuita García         | Bora-Hansgrohe                     | 24h 09' 05" |
| 2n | Peio Bilbao López de Armentia | Bahrain Victorious                 | + 4"        |
| 3r | Quinten Hermans               | Intermarché-Wanty-Gobert Matériaux | + 6"        |
| 4t | Diego Ulissi                  | UAE Team Emirates                  | + 10"       |
| 5è | Matteo Sobrero                | BikeExchange-Jayco                 | + 10"       |
| 6è | Richard Carapaz Montenegro    | Ineos Grenadiers                   | + 10"       |
| 7è | Ethan Hayter                  | Ineos Grenadiers                   | + 10"       |
| 8è | Quentin Pacher                | Groupama-FDJ                       | + 10"       |
| 9è | Lucas Hamilton                | BikeExchange-Jayco                 | + 10"       |
| 10è | Steff Cras                    | Lotto-Soudal                       | + 10"       |

### 6a etapa
| \| Classificació de l'etapa \| Classificació de l'etapa \| Classificació de l'etapa \| Classificació de l'etapa \| Classificació de l'etapa \| \| Corredor \| Corredor \| Equip \| Temps \| \| \| ------------------------ \| ----------------------------- \| ------------------------ \| ------------------------ \| ------------------------ \| \| 1r \| Thymen Arensman \| Team DSM \| 17' 40" \| \| \| 2n \| Magnus Sheffield \| Ineos Grenadiers \| + 7" \| \| \| 3r \| Ethan Hayter \| Ineos Grenadiers \| + 8" \| \| \| 4t \| Rémi Cavagna \| Quick-Step Alpha Vinyl \| + 20" \| \| \| 5è \| Marco Brenner \| Team DSM \| + 26" \| \| \| 6è \| Ben Tulett \| Ineos Grenadiers \| + 28" \| \| \| 7è \| Samuele Battistella \| Astana Qazaqstan Team \| + 30" \| \| \| 8è \| Matteo Sobrero \| BikeExchange-Jayco \| + 31" \| \| \| 9è \| Peio Bilbao López de Armentia \| Bahrain Victorious \| + 32" \| \| \| 10è \| Mark Padun \| EF Education-EasyPost \| + 35" \| \| |                               |                        |         |
| |                               |                        |         |
| Font: ProCyclingStats |                               |                        |         |
| Classificació de l'etapa |                               |                        |         |
| Corredor | Corredor                      | Equip                  | Temps   |
| 1r | Thymen Arensman               | Team DSM               | 17' 40" |
| 2n | Magnus Sheffield              | Ineos Grenadiers       | + 7"    |
| 3r | Ethan Hayter                  | Ineos Grenadiers       | + 8"    |
| 4t | Rémi Cavagna                  | Quick-Step Alpha Vinyl | + 20"   |
| 5è | Marco Brenner                 | Team DSM               | + 26"   |
| 6è | Ben Tulett                    | Ineos Grenadiers       | + 28"   |
| 7è | Samuele Battistella           | Astana Qazaqstan Team  | + 30"   |
| 8è | Matteo Sobrero                | BikeExchange-Jayco     | + 31"   |
| 9è | Peio Bilbao López de Armentia | Bahrain Victorious     | + 32"   |
| 10è | Mark Padun                    | EF Education-EasyPost  | + 35"   |

| \| Classificació general \| Classificació general \| Classificació general \| Classificació general \| Classificació general \| \| Corredor \| Corredor \| Equip \| Temps \| \| \| --------------------- \| ----------------------------- \| ---------------------- \| --------------------- \| --------------------- \| \| 1r \| Ethan Hayter \| Ineos Grenadiers \| 24h 27' 03" \| \| \| 2n \| Thymen Arensman \| Team DSM \| + 11" \| \| \| 3r \| Peio Bilbao López de Armentia \| Bahrain Victorious \| + 18" \| \| \| 4t \| Matteo Sobrero \| BikeExchange-Jayco \| + 23" \| \| \| 5è \| Ben Tulett \| Ineos Grenadiers \| + 25" \| \| \| 6è \| Rémi Cavagna \| Quick-Step Alpha Vinyl \| + 31" \| \| \| 7è \| Samuele Battistella \| Astana Qazaqstan Team \| + 32" \| \| \| 8è \| Sergio Higuita García \| Bora-Hansgrohe \| + 32" \| \| \| 9è \| Diego Ulissi \| UAE Team Emirates \| + 45" \| \| \| 10è \| Bruno Armirail \| Groupama-FDJ \| + 50" \| \| |                               |                        |             |
| |                               |                        |             |
| Font: ProCyclingStats |                               |                        |             |
| Classificació general |                               |                        |             |
| Corredor | Corredor                      | Equip                  | Temps       |
| 1r | Ethan Hayter                  | Ineos Grenadiers       | 24h 27' 03" |
| 2n | Thymen Arensman               | Team DSM               | + 11"       |
| 3r | Peio Bilbao López de Armentia | Bahrain Victorious     | + 18"       |
| 4t | Matteo Sobrero                | BikeExchange-Jayco     | + 23"       |
| 5è | Ben Tulett                    | Ineos Grenadiers       | + 25"       |
| 6è | Rémi Cavagna                  | Quick-Step Alpha Vinyl | + 31"       |
| 7è | Samuele Battistella           | Astana Qazaqstan Team  | + 32"       |
| 8è | Sergio Higuita García         | Bora-Hansgrohe         | + 32"       |
| 9è | Diego Ulissi                  | UAE Team Emirates      | + 45"       |
| 10è | Bruno Armirail                | Groupama-FDJ           | + 50"       |

### 7a etapa
| \| Classificació de l'etapa \| Classificació de l'etapa \| Classificació de l'etapa \| Classificació de l'etapa \| Classificació de l'etapa \| \| Corredor \| Corredor \| Equip \| Temps \| \| \| ------------------------ \| ------------------------ \| ---------------------------------- \| ------------------------ \| ------------------------ \| \| 1r \| Arnaud Démare \| Groupama-FDJ \| 3h 59' 20" \| \| \| 2n \| Olav Kooij \| Jumbo-Visma \| + 0" \| \| \| 3r \| Phil Bauhaus \| Bahrain Victorious \| + 0" \| \| \| 4t \| Max Kanter \| Movistar Team \| + 0" \| \| \| 5è \| Gerben Thijssen \| Intermarché-Wanty-Gobert Matériaux \| + 0" \| \| \| 6è \| Marijn van den Berg \| EF Education-EasyPost \| + 0" \| \| \| 7è \| Davide Cimolai \| Cofidis \| + 0" \| \| \| 8è \| Edward Theuns \| Trek-Segafredo \| + 0" \| \| \| 9è \| Pascal Ackermann \| UAE Team Emirates \| + 0" \| \| \| 10è \| Kaden Groves \| BikeExchange-Jayco \| + 0" \| \| |                     |                                    |            |
| |                     |                                    |            |
| Font: ProCyclingStats |                     |                                    |            |
| Classificació de l'etapa |                     |                                    |            |
| Corredor | Corredor            | Equip                              | Temps      |
| 1r | Arnaud Démare       | Groupama-FDJ                       | 3h 59' 20" |
| 2n | Olav Kooij          | Jumbo-Visma                        | + 0"       |
| 3r | Phil Bauhaus        | Bahrain Victorious                 | + 0"       |
| 4t | Max Kanter          | Movistar Team                      | + 0"       |
| 5è | Gerben Thijssen     | Intermarché-Wanty-Gobert Matériaux | + 0"       |
| 6è | Marijn van den Berg | EF Education-EasyPost              | + 0"       |
| 7è | Davide Cimolai      | Cofidis                            | + 0"       |
| 8è | Edward Theuns       | Trek-Segafredo                     | + 0"       |
| 9è | Pascal Ackermann    | UAE Team Emirates                  | + 0"       |
| 10è | Kaden Groves        | BikeExchange-Jayco                 | + 0"       |

## Classificacions finals

### Classificació general
| \| Classificació general \| Classificació general \| Classificació general \| Classificació general \| Classificació general \| \| Corredor \| Corredor \| Equip \| Temps \| \| \| --------------------- \| ----------------------------- \| ---------------------- \| --------------------- \| --------------------- \| \| 1r \| Ethan Hayter \| Ineos Grenadiers \| 28h 26' 23" \| \| \| 2n \| Thymen Arensman \| Team DSM \| + 11" \| \| \| 3r \| Peio Bilbao López de Armentia \| Bahrain Victorious \| + 18" \| \| \| 4t \| Matteo Sobrero \| BikeExchange-Jayco \| + 23" \| \| \| 5è \| Ben Tulett \| Ineos Grenadiers \| + 25" \| \| \| 6è \| Rémi Cavagna \| Quick-Step Alpha Vinyl \| + 31" \| \| \| 7è \| Samuele Battistella \| Astana Qazaqstan Team \| + 32" \| \| \| 8è \| Sergio Higuita García \| Bora-Hansgrohe \| + 32" \| \| \| 9è \| Diego Ulissi \| UAE Team Emirates \| + 45" \| \| \| 10è \| Bruno Armirail \| Groupama-FDJ \| + 50" \| \| |                               |                        |             |
| |                               |                        |             |
| Fonts: ProCyclingStats Cycling Quotient Cycling Archives |                               |                        |             |
| Classificació general |                               |                        |             |
| Corredor | Corredor                      | Equip                  | Temps       |
| 1r | Ethan Hayter                  | Ineos Grenadiers       | 28h 26' 23" |
| 2n | Thymen Arensman               | Team DSM               | + 11"       |
| 3r | Peio Bilbao López de Armentia | Bahrain Victorious     | + 18"       |
| 4t | Matteo Sobrero                | BikeExchange-Jayco     | + 23"       |
| 5è | Ben Tulett                    | Ineos Grenadiers       | + 25"       |
| 6è | Rémi Cavagna                  | Quick-Step Alpha Vinyl | + 31"       |
| 7è | Samuele Battistella           | Astana Qazaqstan Team  | + 32"       |
| 8è | Sergio Higuita García         | Bora-Hansgrohe         | + 32"       |
| 9è | Diego Ulissi                  | UAE Team Emirates      | + 45"       |
| 10è | Bruno Armirail                | Groupama-FDJ           | + 50"       |

### Classificacions secundàries
| Classificació per punts | Classificació per punts       | Classificació per punts            | Classificació per punts | Classificació per punts |
| Corredor                | Corredor                      | Equip                              | Punts                   |                         |
| ----------------------- | ----------------------------- | ---------------------------------- | ----------------------- | ----------------------- |
| 1r                      | Arnaud Démare                 | Groupama-FDJ                       | 74 pts                  |                         |
| 2n                      | Olav Kooij                    | Jumbo-Visma                        | 72 pts                  |                         |
| 3r                      | Max Kanter                    | Movistar Team                      | 62 pts                  |                         |
| 4t                      | Phil Bauhaus                  | Bahrain Victorious                 | 57 pts                  |                         |
| 5è                      | Pascal Ackermann              | UAE Team Emirates                  | 51 pts                  |                         |
| 6è                      | Jonathan Milan                | Bahrain Victorious                 | 51 pts                  |                         |
| 7è                      | Gerben Thijssen               | Intermarché-Wanty-Gobert Matériaux | 42 pts                  |                         |
| 8è                      | Ethan Hayter                  | Ineos Grenadiers                   | 42 pts                  |                         |
| 9è                      | Peio Bilbao López de Armentia | Bahrain Victorious                 | 40 pts                  |                         |
| 10è                     | Nikias Arndt                  | Team DSM                           | 39 pts                  |                         |

| Classificació per punts | Classificació per punts       | Classificació per punts            | Classificació per punts | Classificació per punts |
| Corredor                | Corredor                      | Equip                              | Punts                   |                         |
| ----------------------- | ----------------------------- | ---------------------------------- | ----------------------- | ----------------------- |
| 1r                      | Arnaud Démare                 | Groupama-FDJ                       | 74 pts                  |                         |
| 2n                      | Olav Kooij                    | Jumbo-Visma                        | 72 pts                  |                         |
| 3r                      | Max Kanter                    | Movistar Team                      | 62 pts                  |                         |
| 4t                      | Phil Bauhaus                  | Bahrain Victorious                 | 57 pts                  |                         |
| 5è                      | Pascal Ackermann              | UAE Team Emirates                  | 51 pts                  |                         |
| 6è                      | Jonathan Milan                | Bahrain Victorious                 | 51 pts                  |                         |
| 7è                      | Gerben Thijssen               | Intermarché-Wanty-Gobert Matériaux | 42 pts                  |                         |
| 8è                      | Ethan Hayter                  | Ineos Grenadiers                   | 42 pts                  |                         |
| 9è                      | Peio Bilbao López de Armentia | Bahrain Victorious                 | 40 pts                  |                         |
| 10è                     | Nikias Arndt                  | Team DSM                           | 39 pts                  |                         |

| Classificació de la muntanya | Classificació de la muntanya | Classificació de la muntanya       | Classificació de la muntanya | Classificació de la muntanya |
| Corredor                     | Corredor                     | Equip                              | Punts                        |                              |
| ---------------------------- | ---------------------------- | ---------------------------------- | ---------------------------- | ---------------------------- |
| 1r                           | Jarrad Drizners              | Lotto-Soudal                       | 23 pts                       |                              |
| 2n                           | Kamil Małecki                | Lotto-Soudal                       | 15 pts                       |                              |
| 3r                           | Michel Hessmann              | Jumbo-Visma                        | 11 pts                       |                              |
| 4t                           | Michel Hessmann              | Jumbo-Visma                        | 11 pts                       |                              |
| 5è                           | Syver Wærsted                | Uno-X Pro Cycling Team             | 11 pts                       |                              |
| 6è                           | Rui Oliveira                 | UAE Team Emirates                  | 8 pts                        |                              |
| 7è                           | Mads Würtz Schmidt           | Israel-Premier Tech                | 7 pts                        |                              |
| 8è                           | Julius Johansen              | Intermarché-Wanty-Gobert Matériaux | 7 pts                        |                              |
| 9è                           | Nans Peters                  | AG2R Citroën Team                  | 5 pts                        |                              |
| 10è                          | Felix Gall                   | AG2R Citroën Team                  | 4 pts                        |                              |

| Classificació de la muntanya | Classificació de la muntanya | Classificació de la muntanya       | Classificació de la muntanya | Classificació de la muntanya |
| Corredor                     | Corredor                     | Equip                              | Punts                        |                              |
| ---------------------------- | ---------------------------- | ---------------------------------- | ---------------------------- | ---------------------------- |
| 1r                           | Jarrad Drizners              | Lotto-Soudal                       | 23 pts                       |                              |
| 2n                           | Kamil Małecki                | Lotto-Soudal                       | 15 pts                       |                              |
| 3r                           | Michel Hessmann              | Jumbo-Visma                        | 11 pts                       |                              |
| 4t                           | Michel Hessmann              | Jumbo-Visma                        | 11 pts                       |                              |
| 5è                           | Syver Wærsted                | Uno-X Pro Cycling Team             | 11 pts                       |                              |
| 6è                           | Rui Oliveira                 | UAE Team Emirates                  | 8 pts                        |                              |
| 7è                           | Mads Würtz Schmidt           | Israel-Premier Tech                | 7 pts                        |                              |
| 8è                           | Julius Johansen              | Intermarché-Wanty-Gobert Matériaux | 7 pts                        |                              |
| 9è                           | Nans Peters                  | AG2R Citroën Team                  | 5 pts                        |                              |
| 10è                          | Felix Gall                   | AG2R Citroën Team                  | 4 pts                        |                              |

| Classificació de la combativitat | Classificació de la combativitat | Classificació de la combativitat | Classificació de la combativitat | Classificació de la combativitat |
| Corredor                         | Corredor                         | Equip                            | Punts                            |                                  |
| -------------------------------- | -------------------------------- | -------------------------------- | -------------------------------- | -------------------------------- |
| 1r                               | Patryk Stosz                     | Polònia                          | 16 pts                           |                                  |
| 2n                               | Edward Theuns                    | Trek-Segafredo                   | 8 pts                            |                                  |
| 3r                               | Mads Würtz Schmidt               | Israel-Premier Tech              | 6 pts                            |                                  |

| Classificació de la combativitat | Classificació de la combativitat | Classificació de la combativitat | Classificació de la combativitat | Classificació de la combativitat |
| Corredor                         | Corredor                         | Equip                            | Punts                            |                                  |
| -------------------------------- | -------------------------------- | -------------------------------- | -------------------------------- | -------------------------------- |
| 1r                               | Patryk Stosz                     | Polònia                          | 16 pts                           |                                  |
| 2n                               | Edward Theuns                    | Trek-Segafredo                   | 8 pts                            |                                  |
| 3r                               | Mads Würtz Schmidt               | Israel-Premier Tech              | 6 pts                            |                                  |

| Classificació per equips | Classificació per equips | Classificació per equips | Classificació per equips |
| Equip                    | Equip                    | Temps                    |                          |
| ------------------------ | ------------------------ | ------------------------ | ------------------------ |
| 1r                       | Ineos Grenadiers         | 85h 19' 33"              |                          |
| 2n                       | Quick-Step Alpha Vinyl   | + 2' 43"                 |                          |
| 3r                       | Team DSM                 | + 2' 46"                 |                          |
| 4t                       | EF Education-EasyPost    | + 2' 48"                 |                          |
| 5è                       | Bahrain Victorious       | + 3' 56"                 |                          |

| Classificació per equips | Classificació per equips | Classificació per equips | Classificació per equips |
| Equip                    | Equip                    | Temps                    |                          |
| ------------------------ | ------------------------ | ------------------------ | ------------------------ |
| 1r                       | Ineos Grenadiers         | 85h 19' 33"              |                          |
| 2n                       | Quick-Step Alpha Vinyl   | + 2' 43"                 |                          |
| 3r                       | Team DSM                 | + 2' 46"                 |                          |
| 4t                       | EF Education-EasyPost    | + 2' 48"                 |                          |
| 5è                       | Bahrain Victorious       | + 3' 56"                 |                          |

## Evolució de les classificacions
| Etapa                  | Vencedor               | Classificació general Żółta koszulka Skandia | Classificació per punts Klasyfikacja sprinterska Hyundai | Classificació de la muntanya Klasyfikacja górska Tauron | Classificació de les metes volants Klasyfikacja najaktywniejszych | Millor polonès Najlepszy Polak | Classificació per equips Klasyfikacja drużynowa |
| ---------------------- | ---------------------- | -------------------------------------------- | -------------------------------------------------------- | ------------------------------------------------------- | ----------------------------------------------------------------- | ------------------------------ | ----------------------------------------------- |
| 1                      | Olav Kooij             | Olav Kooij                                   | Olav Kooij                                               | Jonas Abrahamsen                                        | Patryk Stosz                                                      | Stanisław Aniołkowski          | AG2R Citroën                                    |
| 2                      | Gerben Thijssen        | Jonas Abrahamsen                             | Olav Kooij                                               | Jonas Abrahamsen                                        | Patryk Stosz                                                      | Stanisław Aniołkowski          | UAE Team Emirates                               |
| 3                      | Sergio Higuita         | Sergio Higuita                               | Olav Kooij                                               | Michel Hessmann                                         | Patryk Stosz                                                      | Jakub Kaczmarek                | Ineos Grenadiers                                |
| 4                      | Pascal Ackermann       | Sergio Higuita                               | Olav Kooij                                               | Kamil Małecki                                           | Patryk Stosz                                                      | Jakub Kaczmarek                | Ineos Grenadiers                                |
| 5                      | Phil Bauhaus           | Sergio Higuita                               | Arnaud Démare                                            | Kamil Małecki                                           | Patryk Stosz                                                      | Jakub Kaczmarek                | Ineos Grenadiers                                |
| 6                      | Thymen Arensman        | Ethan Hayter                                 | Arnaud Démare                                            | Kamil Małecki                                           | Patryk Stosz                                                      | Jakub Kaczmarek                | Ineos Grenadiers                                |
| 7                      | Arnaud Démare          | Ethan Hayter                                 | Arnaud Démare                                            | Jarrad Drizners                                         | Patryk Stosz                                                      | Jakub Kaczmarek                | Ineos Grenadiers                                |
| Classificacions finals | Classificacions finals | Ethan Hayter                                 | Arnaud Démare                                            | Jarrad Drizners                                         | Patryk Stosz                                                      | Jakub Kaczmarek                | Ineos Grenadiers                                |

## Llista de participants
| Quick-Step Alpha Vinyl QST | Quick-Step Alpha Vinyl QST  | Quick-Step Alpha Vinyl QST |
| -------------------------- | --------------------------- | -------------------------- |
| Núm                        | Ciclista                    | Pos                        |
| 1                          | Rémi Cavagna (FRA)          | 6è                         |
| 2                          | Mark Cavendish (GBR) (ruta) | NP-6                       |
| 3                          | Josef Černý (CZE)           | 117è                       |
| 4                          | Mauro Schmid (SUI)          | NP-5                       |
| 5                          | Zdeněk Štybar (CZE)         | 57è                        |
| 6                          | Bert Van Lerberghe (BEL)    | 105è                       |
| 7                          | Mauri Vansevenant (BEL)     | 26è                        |

| AG2R Citroën Team ACT | AG2R Citroën Team ACT | AG2R Citroën Team ACT |
| --------------------- | --------------------- | --------------------- |
| Núm                   | Ciclista              | Pos                   |
| 11                    | Felix Gall (AUT)      | 15è                   |
| 12                    | Dorian Godon (FRA)    | 17è                   |
| 13                    | Marc Sarreau (FRA)    | NP-6                  |
| 14                    | Nans Peters (FRA)     | 59è                   |
| 15                    | Antoine Raugel (FRA)  | 54è                   |
| 16                    | Michael Schär (SUI)   | 46è                   |
| 17                    | Andrea Vendrame (ITA) | 45è                   |

| Astana Qazaqstan Team AST | Astana Qazaqstan Team AST     | Astana Qazaqstan Team AST |
| ------------------------- | ----------------------------- | ------------------------- |
| Núm                       | Ciclista                      | Pos                       |
| 21                        | Samuele Battistella (ITA)     | 7è                        |
| 22                        | Yevgeniy Fedorov (KAZ)        | 66è                       |
| 23                        | Michele Gazzoli (ITA)         | 80è                       |
| 24                        | Davide Martinelli (ITA)       | NP-2                      |
| 25                        | Ievgueni Guiditx (KAZ) (ruta) | 102è                      |
| 26                        | Cristian Scaroni (ITA)        | 71è                       |
| 27                        | Harold Tejada (COL)           | 14è                       |

| Bahrain Victorious TBV | Bahrain Victorious TBV              | Bahrain Victorious TBV |
| ---------------------- | ----------------------------------- | ---------------------- |
| Núm                    | Ciclista                            | Pos                    |
| 31                     | Phil Bauhaus (GER)                  | 107è                   |
| 32                     | Peio Bilbao López de Armentia (ESP) | 3r                     |
| 33                     | Edoardo Zambanini (ITA)             | 33è                    |
| 34                     | Heinrich Haussler (AUS)             | 97è                    |
| 35                     | Filip Maciejuk (POL)                | 55è                    |
| 36                     | Jonathan Milan (ITA)                | 70è                    |
| 37                     | Stephen Williams (GBR)              | 47è                    |

| Bora-Hansgrohe BOH | Bora-Hansgrohe BOH                 | Bora-Hansgrohe BOH |
| ------------------ | ---------------------------------- | ------------------ |
| Núm                | Ciclista                           | Pos                |
| 41                 | Giovanni Aleotti (ITA)             | 23è                |
| 42                 | Cesare Benedetti (POL)             | 68è                |
| 43                 | Sam Bennett (IRL)                  | 110è               |
| 44                 | Sergio Higuita García (COL) (ruta) | 8è                 |
| 45                 | Jordi Meeus (BEL)                  | DNF-6              |
| 46                 | Ryan Mullen (IRL)                  | 121è               |
| 47                 | Shane Archbold (NZL)               | NP-6               |

| Cofidis COF | Cofidis COF              | Cofidis COF |
| ----------- | ------------------------ | ----------- |
| Núm         | Ciclista                 | Pos         |
| 51          | Piet Allegaert (BEL)     | NP-6        |
| 52          | Alexandre Delettre (FRA) | 39è         |
| 53          | Thomas Champion (FRA)    | 36è         |
| 54          | Davide Cimolai (ITA)     | 101è        |
| 55          | Simone Consonni (ITA)    | DNF-5       |
| 56          | Tom Bohli (SUI)          | 87è         |
| 57          | Jelle Wallays (BEL)      | NP-2        |

| EF Education-EasyPost EFE | EF Education-EasyPost EFE  | EF Education-EasyPost EFE |
| ------------------------- | -------------------------- | ------------------------- |
| Núm                       | Ciclista                   | Pos                       |
| 61                        | Diego Camargo Pineda (COL) | 93è                       |
| 62                        | Simon Carr (GBR)           | 19è                       |
| 63                        | Jens Keukeleire (BEL)      | 86è                       |
| 64                        | Mark Padun (UKR)           | 13è                       |
| 65                        | Sean Quinn (USA)           | 21è                       |
| 66                        | Marijn van den Berg (NED)  | 79è                       |
| 67                        | Łukasz Wiśniowski (POL)    | 126è                      |

| Groupama-FDJ GFC | Groupama-FDJ GFC          | Groupama-FDJ GFC |
| ---------------- | ------------------------- | ---------------- |
| Núm              | Ciclista                  | Pos              |
| 71               | Arnaud Démare (FRA)       | 58è              |
| 72               | Bruno Armirail (FRA)      | 10è              |
| 73               | Jacopo Guarnieri (ITA)    | 122è             |
| 74               | Ignatas Konovalovas (LTU) | 77è              |
| 75               | Quentin Pacher (FRA)      | 16è              |
| 76               | Miles Scotson (AUS)       | NP-6             |
| 77               | Bram Welten (NED)         | 90è              |

| Ineos Grenadiers IGD | Ineos Grenadiers IGD                     | Ineos Grenadiers IGD |
| -------------------- | ---------------------------------------- | -------------------- |
| Núm                  | Ciclista                                 | Pos                  |
| 81                   | Richard Carapaz Montenegro (ECU) (crono) | 22è                  |
| 82                   | Ethan Hayter (GBR) (crono)               | 1r                   |
| 83                   | Jhonatan Narváez Prado (ECU)             | 50è                  |
| 84                   | Salvatore Puccio (ITA)                   | 118è                 |
| 85                   | Magnus Sheffield (USA)                   | 81è                  |
| 86                   | Ben Tulett (GBR)                         | 5è                   |
| 87                   | Elia Viviani (ITA)                       | 115è                 |

| Intermarché-Wanty-Gobert Matériaux IWG | Intermarché-Wanty-Gobert Matériaux IWG | Intermarché-Wanty-Gobert Matériaux IWG |
| -------------------------------------- | -------------------------------------- | -------------------------------------- |
| Núm                                    | Ciclista                               | Pos                                    |
| 91                                     | Baptiste Planckaert (BEL)              | DNF-1                                  |
| 92                                     | Quinten Hermans (BEL)                  | 20è                                    |
| 93                                     | Laurens Huys (BEL)                     | 34è                                    |
| 94                                     | Julius Johansen (DEN)                  | 100è                                   |
| 95                                     | Hugo Page (FRA)                        | 44è                                    |
| 96                                     | Gerben Thijssen (BEL)                  | 108è                                   |
| 97                                     | Boy van Poppel (NED)                   | 94è                                    |

| Israel-Premier Tech IPT | Israel-Premier Tech IPT    | Israel-Premier Tech IPT |
| ----------------------- | -------------------------- | ----------------------- |
| Núm                     | Ciclista                   | Pos                     |
| 101                     | Reto Hollenstein (SUI)     | 49è                     |
| 102                     | Sebastian Berwick (AUS)    | 24è                     |
| 103                     | Matthias Brändle (AUT)     | 98è                     |
| 104                     | Alessandro De Marchi (ITA) | 61è                     |
| 105                     | Alex Dowsett (GBR)         | 89è                     |
| 106                     | Taj Jones (AUS)            | 88è                     |
| 107                     | Mads Würtz Schmidt (DEN)   | 38è                     |

| Jumbo-Visma TJV | Jumbo-Visma TJV          | Jumbo-Visma TJV |
| --------------- | ------------------------ | --------------- |
| Núm             | Ciclista                 | Pos             |
| 111             | Mick van Dijke (NED)     | 65è             |
| 113             | Olav Kooij (NED)         | 83è             |
| 114             | Michel Hessmann (GER)    | 63è             |
| 115             | Tosh Van der Sande (BEL) | 60è             |
| 116             | Sam Oomen (NED)          | NP-2            |
| 117             | Mike Teunissen (NED)     | NP-6            |

| Movistar Team MOV | Movistar Team MOV                  | Movistar Team MOV |
| ----------------- | ---------------------------------- | ----------------- |
| Núm               | Ciclista                           | Pos               |
| 121               | William Barta (USA)                | 32è               |
| 122               | Juri Hollmann (GER)                | 41è               |
| 123               | Johan Jacobs (SUI)                 | NP-2              |
| 124               | Max Kanter (GER)                   | 56è               |
| 125               | Oier Lazkano López (ESP)           | DNF-2             |
| 126               | Abner González (PUR)               | 30è               |
| 127               | Óscar Rodríguez Garaicoechea (ESP) | 42è               |

| BikeExchange-Jayco BEX | BikeExchange-Jayco BEX        | BikeExchange-Jayco BEX |
| ---------------------- | ----------------------------- | ---------------------- |
| Núm                    | Ciclista                      | Pos                    |
| 131                    | Matteo Sobrero (ITA)          | 4t                     |
| 132                    | Alexander Edmondson (AUS)     | DNF-2                  |
| 133                    | Kaden Groves (AUS)            | 52è                    |
| 134                    | Michael Hepburn (AUS)         | 51è                    |
| 135                    | Lucas Hamilton (AUS)          | 18è                    |
| 136                    | Lawson Craddock (USA) (crono) | 78è                    |
| 137                    | Kelland O'Brien (AUS)         | 106è                   |

| Lotto-Soudal LTS | Lotto-Soudal LTS       | Lotto-Soudal LTS |
| ---------------- | ---------------------- | ---------------- |
| Núm              | Ciclista               | Pos              |
| 141              | Steff Cras (BEL)       | 25è              |
| 142              | Jasper De Buyst (BEL)  | NP-6             |
| 144              | Thomas De Gendt (BEL)  | 99è              |
| 145              | Jarrad Drizners (AUS)  | 72è              |
| 146              | Roger Kluge (GER)      | 111è             |
| 147              | Kamil Małecki (POL)    | 92è              |
| 148              | Sylvain Moniquet (BEL) | 11è              |

| Team DSM DSM | Team DSM DSM                  | Team DSM DSM |
| ------------ | ----------------------------- | ------------ |
| Núm          | Ciclista                      | Pos          |
| 151          | Thymen Arensman (NED)         | 2n           |
| 152          | Nikias Arndt (GER)            | 31è          |
| 153          | Marco Brenner (GER)           | 12è          |
| 154          | Jonas Iversby Hvideberg (NOR) | 76è          |
| 155          | Niklas Märkl (GER)            | 109è         |
| 156          | Joris Nieuwenhuis (NED)       | 125è         |
| 157          | Sam Welsford (AUS)            | 116è         |

| Trek-Segafredo TFS | Trek-Segafredo TFS         | Trek-Segafredo TFS |
| ------------------ | -------------------------- | ------------------ |
| Núm                | Ciclista                   | Pos                |
| 161                | Daan Hoole (NED)           | 75è                |
| 162                | Emīls Liepiņš (LAT) (ruta) | 103è               |
| 163                | Jacopo Mosca (ITA)         | 112è               |
| 164                | Matteo Moschetti (ITA)     | DNF-4              |
| 165                | Edward Theuns (BEL)        | 53è                |
| 166                | Antonio Tiberi (ITA)       | 43è                |
| 167                | Antwan Tolhoek (NED)       | NP-2               |

| UAE Team Emirates UAD | UAE Team Emirates UAD            | UAE Team Emirates UAD |
| --------------------- | -------------------------------- | --------------------- |
| Núm                   | Ciclista                         | Pos                   |
| 171                   | Pascal Ackermann (GER)           | 84è                   |
| 172                   | Davide Formolo (ITA)             | 29è                   |
| 173                   | Vegard Stake Laengen (NOR)       | 48è                   |
| 174                   | Sebastián Molano Benavides (COL) | 85è                   |
| 175                   | Rui Oliveira (POR)               | 64è                   |
| 176                   | Oliviero Troia (ITA)             | 114è                  |
| 177                   | Diego Ulissi (ITA)               | 9è                    |

| Alpecin-Deceuninck AFC | Alpecin-Deceuninck AFC      | Alpecin-Deceuninck AFC |
| ---------------------- | --------------------------- | ---------------------- |
| Núm                    | Ciclista                    | Pos                    |
| 181                    | David van der Poel (NED)    | NP-4                   |
| 182                    | Sjoerd Bax (NED)            | NP-4                   |
| 183                    | Tobias Bayer (AUT)          | NP-4                   |
| 184                    | Senne Leysen (BEL)          | NP-4                   |
| 185                    | Jakub Mareczko (ITA)        | NP-4                   |
| 186                    | Stefano Oldani (ITA)        | NP-4                   |
| 187                    | Fabio Van den Bossche (BEL) | NP-4                   |

| Caja Rural-Seguros RGA CJR | Caja Rural-Seguros RGA CJR     | Caja Rural-Seguros RGA CJR |
| -------------------------- | ------------------------------ | -------------------------- |
| Núm                        | Ciclista                       | Pos                        |
| 191                        | Julen Amézqueta Moreno (ESP)   | 69è                        |
| 192                        | Aritz Bagües (ESP)             | NP-2                       |
| 193                        | Jefferson Cepeda (ECU)         | 35è                        |
| 194                        | Iúri Leitão (POR)              | 119è                       |
| 195                        | Sergio Martín (ESP)            | 40è                        |
| 196                        | Eduard Prades i Reverter (ESP) | 37è                        |
| 197                        | Michal Schlegel (CZE)          | 62è                        |

| Team Novo Nordisk TNN | Team Novo Nordisk TNN   | Team Novo Nordisk TNN |
| --------------------- | ----------------------- | --------------------- |
| Núm                   | Ciclista                | Pos                   |
| 201                   | Andrea Peron (ITA)      | 120è                  |
| 202                   | Péter Kusztor (HUN)     | 91è                   |
| 203                   | Gerd de Keijzer (NED)   | DNF-4                 |
| 204                   | Sam Brand (GBR)         | NP-6                  |
| 205                   | Umberto Poli (ITA)      | DNF-7                 |
| 206                   | David Lozano Riba (ESP) | 95è                   |
| 207                   | Matyáš Kopecký (CZE)    | NP-5                  |

| Uno-X Pro Cycling Team UXT | Uno-X Pro Cycling Team UXT       | Uno-X Pro Cycling Team UXT |
| -------------------------- | -------------------------------- | -------------------------- |
| Núm                        | Ciclista                         | Pos                        |
| 211                        | Jonas Abrahamsen (NOR)           | NP-4                       |
| 212                        | Tobias Halland Johannessen (NOR) | NP-2                       |
| 213                        | Syver Wærsted (NOR)              | 123è                       |
| 214                        | Anders Skaarseth (NOR)           | 67è                        |
| 215                        | Rasmus Tiller (NOR) (ruta)       | NP-2                       |
| 216                        | Idar Andersen (NOR)              | 27è                        |
| 217                        | Jonas Gregaard Wilsly (DEN)      | 73è                        |

| Polònia POL | Polònia POL           | Polònia POL |
| ----------- | --------------------- | ----------- |
| Núm         | Ciclista              | Pos         |
| 221         | Stanisław Aniołkowski | 74è         |
| 222         | Patryk Stosz          | 127è        |
| 223         | Mateusz Grabis        | 124è        |
| 224         | Jakub Kaczmarek       | 28è         |
| 225         | Piotr Brożyna         | 104è        |
| 226         | Marcin Budziński      | 82è         |
| 227         | Jakub Murias          | 96è         |

| Quick-Step Alpha Vinyl QST | Quick-Step Alpha Vinyl QST  | Quick-Step Alpha Vinyl QST |
| -------------------------- | --------------------------- | -------------------------- |
| Núm                        | Ciclista                    | Pos                        |
| 1                          | Rémi Cavagna (FRA)          | 6è                         |
| 2                          | Mark Cavendish (GBR) (ruta) | NP-6                       |
| 3                          | Josef Černý (CZE)           | 117è                       |
| 4                          | Mauro Schmid (SUI)          | NP-5                       |
| 5                          | Zdeněk Štybar (CZE)         | 57è                        |
| 6                          | Bert Van Lerberghe (BEL)    | 105è                       |
| 7                          | Mauri Vansevenant (BEL)     | 26è                        |

| AG2R Citroën Team ACT | AG2R Citroën Team ACT | AG2R Citroën Team ACT |
| --------------------- | --------------------- | --------------------- |
| Núm                   | Ciclista              | Pos                   |
| 11                    | Felix Gall (AUT)      | 15è                   |
| 12                    | Dorian Godon (FRA)    | 17è                   |
| 13                    | Marc Sarreau (FRA)    | NP-6                  |
| 14                    | Nans Peters (FRA)     | 59è                   |
| 15                    | Antoine Raugel (FRA)  | 54è                   |
| 16                    | Michael Schär (SUI)   | 46è                   |
| 17                    | Andrea Vendrame (ITA) | 45è                   |

| Astana Qazaqstan Team AST | Astana Qazaqstan Team AST     | Astana Qazaqstan Team AST |
| ------------------------- | ----------------------------- | ------------------------- |
| Núm                       | Ciclista                      | Pos                       |
| 21                        | Samuele Battistella (ITA)     | 7è                        |
| 22                        | Yevgeniy Fedorov (KAZ)        | 66è                       |
| 23                        | Michele Gazzoli (ITA)         | 80è                       |
| 24                        | Davide Martinelli (ITA)       | NP-2                      |
| 25                        | Ievgueni Guiditx (KAZ) (ruta) | 102è                      |
| 26                        | Cristian Scaroni (ITA)        | 71è                       |
| 27                        | Harold Tejada (COL)           | 14è                       |

| Bahrain Victorious TBV | Bahrain Victorious TBV              | Bahrain Victorious TBV |
| ---------------------- | ----------------------------------- | ---------------------- |
| Núm                    | Ciclista                            | Pos                    |
| 31                     | Phil Bauhaus (GER)                  | 107è                   |
| 32                     | Peio Bilbao López de Armentia (ESP) | 3r                     |
| 33                     | Edoardo Zambanini (ITA)             | 33è                    |
| 34                     | Heinrich Haussler (AUS)             | 97è                    |
| 35                     | Filip Maciejuk (POL)                | 55è                    |
| 36                     | Jonathan Milan (ITA)                | 70è                    |
| 37                     | Stephen Williams (GBR)              | 47è                    |

| Bora-Hansgrohe BOH | Bora-Hansgrohe BOH                 | Bora-Hansgrohe BOH |
| ------------------ | ---------------------------------- | ------------------ |
| Núm                | Ciclista                           | Pos                |
| 41                 | Giovanni Aleotti (ITA)             | 23è                |
| 42                 | Cesare Benedetti (POL)             | 68è                |
| 43                 | Sam Bennett (IRL)                  | 110è               |
| 44                 | Sergio Higuita García (COL) (ruta) | 8è                 |
| 45                 | Jordi Meeus (BEL)                  | DNF-6              |
| 46                 | Ryan Mullen (IRL)                  | 121è               |
| 47                 | Shane Archbold (NZL)               | NP-6               |

| Cofidis COF | Cofidis COF              | Cofidis COF |
| ----------- | ------------------------ | ----------- |
| Núm         | Ciclista                 | Pos         |
| 51          | Piet Allegaert (BEL)     | NP-6        |
| 52          | Alexandre Delettre (FRA) | 39è         |
| 53          | Thomas Champion (FRA)    | 36è         |
| 54          | Davide Cimolai (ITA)     | 101è        |
| 55          | Simone Consonni (ITA)    | DNF-5       |
| 56          | Tom Bohli (SUI)          | 87è         |
| 57          | Jelle Wallays (BEL)      | NP-2        |

| EF Education-EasyPost EFE | EF Education-EasyPost EFE  | EF Education-EasyPost EFE |
| ------------------------- | -------------------------- | ------------------------- |
| Núm                       | Ciclista                   | Pos                       |
| 61                        | Diego Camargo Pineda (COL) | 93è                       |
| 62                        | Simon Carr (GBR)           | 19è                       |
| 63                        | Jens Keukeleire (BEL)      | 86è                       |
| 64                        | Mark Padun (UKR)           | 13è                       |
| 65                        | Sean Quinn (USA)           | 21è                       |
| 66                        | Marijn van den Berg (NED)  | 79è                       |
| 67                        | Łukasz Wiśniowski (POL)    | 126è                      |

| Groupama-FDJ GFC | Groupama-FDJ GFC          | Groupama-FDJ GFC |
| ---------------- | ------------------------- | ---------------- |
| Núm              | Ciclista                  | Pos              |
| 71               | Arnaud Démare (FRA)       | 58è              |
| 72               | Bruno Armirail (FRA)      | 10è              |
| 73               | Jacopo Guarnieri (ITA)    | 122è             |
| 74               | Ignatas Konovalovas (LTU) | 77è              |
| 75               | Quentin Pacher (FRA)      | 16è              |
| 76               | Miles Scotson (AUS)       | NP-6             |
| 77               | Bram Welten (NED)         | 90è              |

| Ineos Grenadiers IGD | Ineos Grenadiers IGD                     | Ineos Grenadiers IGD |
| -------------------- | ---------------------------------------- | -------------------- |
| Núm                  | Ciclista                                 | Pos                  |
| 81                   | Richard Carapaz Montenegro (ECU) (crono) | 22è                  |
| 82                   | Ethan Hayter (GBR) (crono)               | 1r                   |
| 83                   | Jhonatan Narváez Prado (ECU)             | 50è                  |
| 84                   | Salvatore Puccio (ITA)                   | 118è                 |
| 85                   | Magnus Sheffield (USA)                   | 81è                  |
| 86                   | Ben Tulett (GBR)                         | 5è                   |
| 87                   | Elia Viviani (ITA)                       | 115è                 |

| Intermarché-Wanty-Gobert Matériaux IWG | Intermarché-Wanty-Gobert Matériaux IWG | Intermarché-Wanty-Gobert Matériaux IWG |
| -------------------------------------- | -------------------------------------- | -------------------------------------- |
| Núm                                    | Ciclista                               | Pos                                    |
| 91                                     | Baptiste Planckaert (BEL)              | DNF-1                                  |
| 92                                     | Quinten Hermans (BEL)                  | 20è                                    |
| 93                                     | Laurens Huys (BEL)                     | 34è                                    |
| 94                                     | Julius Johansen (DEN)                  | 100è                                   |
| 95                                     | Hugo Page (FRA)                        | 44è                                    |
| 96                                     | Gerben Thijssen (BEL)                  | 108è                                   |
| 97                                     | Boy van Poppel (NED)                   | 94è                                    |

| Israel-Premier Tech IPT | Israel-Premier Tech IPT    | Israel-Premier Tech IPT |
| ----------------------- | -------------------------- | ----------------------- |
| Núm                     | Ciclista                   | Pos                     |
| 101                     | Reto Hollenstein (SUI)     | 49è                     |
| 102                     | Sebastian Berwick (AUS)    | 24è                     |
| 103                     | Matthias Brändle (AUT)     | 98è                     |
| 104                     | Alessandro De Marchi (ITA) | 61è                     |
| 105                     | Alex Dowsett (GBR)         | 89è                     |
| 106                     | Taj Jones (AUS)            | 88è                     |
| 107                     | Mads Würtz Schmidt (DEN)   | 38è                     |

| Jumbo-Visma TJV | Jumbo-Visma TJV          | Jumbo-Visma TJV |
| --------------- | ------------------------ | --------------- |
| Núm             | Ciclista                 | Pos             |
| 111             | Mick van Dijke (NED)     | 65è             |
| 113             | Olav Kooij (NED)         | 83è             |
| 114             | Michel Hessmann (GER)    | 63è             |
| 115             | Tosh Van der Sande (BEL) | 60è             |
| 116             | Sam Oomen (NED)          | NP-2            |
| 117             | Mike Teunissen (NED)     | NP-6            |

| Movistar Team MOV | Movistar Team MOV                  | Movistar Team MOV |
| ----------------- | ---------------------------------- | ----------------- |
| Núm               | Ciclista                           | Pos               |
| 121               | William Barta (USA)                | 32è               |
| 122               | Juri Hollmann (GER)                | 41è               |
| 123               | Johan Jacobs (SUI)                 | NP-2              |
| 124               | Max Kanter (GER)                   | 56è               |
| 125               | Oier Lazkano López (ESP)           | DNF-2             |
| 126               | Abner González (PUR)               | 30è               |
| 127               | Óscar Rodríguez Garaicoechea (ESP) | 42è               |

| BikeExchange-Jayco BEX | BikeExchange-Jayco BEX        | BikeExchange-Jayco BEX |
| ---------------------- | ----------------------------- | ---------------------- |
| Núm                    | Ciclista                      | Pos                    |
| 131                    | Matteo Sobrero (ITA)          | 4t                     |
| 132                    | Alexander Edmondson (AUS)     | DNF-2                  |
| 133                    | Kaden Groves (AUS)            | 52è                    |
| 134                    | Michael Hepburn (AUS)         | 51è                    |
| 135                    | Lucas Hamilton (AUS)          | 18è                    |
| 136                    | Lawson Craddock (USA) (crono) | 78è                    |
| 137                    | Kelland O'Brien (AUS)         | 106è                   |

| Lotto-Soudal LTS | Lotto-Soudal LTS       | Lotto-Soudal LTS |
| ---------------- | ---------------------- | ---------------- |
| Núm              | Ciclista               | Pos              |
| 141              | Steff Cras (BEL)       | 25è              |
| 142              | Jasper De Buyst (BEL)  | NP-6             |
| 144              | Thomas De Gendt (BEL)  | 99è              |
| 145              | Jarrad Drizners (AUS)  | 72è              |
| 146              | Roger Kluge (GER)      | 111è             |
| 147              | Kamil Małecki (POL)    | 92è              |
| 148              | Sylvain Moniquet (BEL) | 11è              |

| Team DSM DSM | Team DSM DSM                  | Team DSM DSM |
| ------------ | ----------------------------- | ------------ |
| Núm          | Ciclista                      | Pos          |
| 151          | Thymen Arensman (NED)         | 2n           |
| 152          | Nikias Arndt (GER)            | 31è          |
| 153          | Marco Brenner (GER)           | 12è          |
| 154          | Jonas Iversby Hvideberg (NOR) | 76è          |
| 155          | Niklas Märkl (GER)            | 109è         |
| 156          | Joris Nieuwenhuis (NED)       | 125è         |
| 157          | Sam Welsford (AUS)            | 116è         |

| Trek-Segafredo TFS | Trek-Segafredo TFS         | Trek-Segafredo TFS |
| ------------------ | -------------------------- | ------------------ |
| Núm                | Ciclista                   | Pos                |
| 161                | Daan Hoole (NED)           | 75è                |
| 162                | Emīls Liepiņš (LAT) (ruta) | 103è               |
| 163                | Jacopo Mosca (ITA)         | 112è               |
| 164                | Matteo Moschetti (ITA)     | DNF-4              |
| 165                | Edward Theuns (BEL)        | 53è                |
| 166                | Antonio Tiberi (ITA)       | 43è                |
| 167                | Antwan Tolhoek (NED)       | NP-2               |

| UAE Team Emirates UAD | UAE Team Emirates UAD            | UAE Team Emirates UAD |
| --------------------- | -------------------------------- | --------------------- |
| Núm                   | Ciclista                         | Pos                   |
| 171                   | Pascal Ackermann (GER)           | 84è                   |
| 172                   | Davide Formolo (ITA)             | 29è                   |
| 173                   | Vegard Stake Laengen (NOR)       | 48è                   |
| 174                   | Sebastián Molano Benavides (COL) | 85è                   |
| 175                   | Rui Oliveira (POR)               | 64è                   |
| 176                   | Oliviero Troia (ITA)             | 114è                  |
| 177                   | Diego Ulissi (ITA)               | 9è                    |

| Alpecin-Deceuninck AFC | Alpecin-Deceuninck AFC      | Alpecin-Deceuninck AFC |
| ---------------------- | --------------------------- | ---------------------- |
| Núm                    | Ciclista                    | Pos                    |
| 181                    | David van der Poel (NED)    | NP-4                   |
| 182                    | Sjoerd Bax (NED)            | NP-4                   |
| 183                    | Tobias Bayer (AUT)          | NP-4                   |
| 184                    | Senne Leysen (BEL)          | NP-4                   |
| 185                    | Jakub Mareczko (ITA)        | NP-4                   |
| 186                    | Stefano Oldani (ITA)        | NP-4                   |
| 187                    | Fabio Van den Bossche (BEL) | NP-4                   |

| Caja Rural-Seguros RGA CJR | Caja Rural-Seguros RGA CJR     | Caja Rural-Seguros RGA CJR |
| -------------------------- | ------------------------------ | -------------------------- |
| Núm                        | Ciclista                       | Pos                        |
| 191                        | Julen Amézqueta Moreno (ESP)   | 69è                        |
| 192                        | Aritz Bagües (ESP)             | NP-2                       |
| 193                        | Jefferson Cepeda (ECU)         | 35è                        |
| 194                        | Iúri Leitão (POR)              | 119è                       |
| 195                        | Sergio Martín (ESP)            | 40è                        |
| 196                        | Eduard Prades i Reverter (ESP) | 37è                        |
| 197                        | Michal Schlegel (CZE)          | 62è                        |

| Team Novo Nordisk TNN | Team Novo Nordisk TNN   | Team Novo Nordisk TNN |
| --------------------- | ----------------------- | --------------------- |
| Núm                   | Ciclista                | Pos                   |
| 201                   | Andrea Peron (ITA)      | 120è                  |
| 202                   | Péter Kusztor (HUN)     | 91è                   |
| 203                   | Gerd de Keijzer (NED)   | DNF-4                 |
| 204                   | Sam Brand (GBR)         | NP-6                  |
| 205                   | Umberto Poli (ITA)      | DNF-7                 |
| 206                   | David Lozano Riba (ESP) | 95è                   |
| 207                   | Matyáš Kopecký (CZE)    | NP-5                  |

| Uno-X Pro Cycling Team UXT | Uno-X Pro Cycling Team UXT       | Uno-X Pro Cycling Team UXT |
| -------------------------- | -------------------------------- | -------------------------- |
| Núm                        | Ciclista                         | Pos                        |
| 211                        | Jonas Abrahamsen (NOR)           | NP-4                       |
| 212                        | Tobias Halland Johannessen (NOR) | NP-2                       |
| 213                        | Syver Wærsted (NOR)              | 123è                       |
| 214                        | Anders Skaarseth (NOR)           | 67è                        |
| 215                        | Rasmus Tiller (NOR) (ruta)       | NP-2                       |
| 216                        | Idar Andersen (NOR)              | 27è                        |
| 217                        | Jonas Gregaard Wilsly (DEN)      | 73è                        |

| Polònia POL | Polònia POL           | Polònia POL |
| ----------- | --------------------- | ----------- |
| Núm         | Ciclista              | Pos         |
| 221         | Stanisław Aniołkowski | 74è         |
| 222         | Patryk Stosz          | 127è        |
| 223         | Mateusz Grabis        | 124è        |
| 224         | Jakub Kaczmarek       | 28è         |
| 225         | Piotr Brożyna         | 104è        |
| 226         | Marcin Budziński      | 82è         |
| 227         | Jakub Murias          | 96è         |